# العلاقات الأفغانية الإندونيسية
العلاقات الأفغانية الإندونيسية هي العلاقات الثنائية التي تجمع بين أفغانستان وإندونيسيا.
أقامت أفغانستان وإندونيسيا علاقات دبلوماسية عام 1954م حيث تقوم هذه العلاقة في الغالب على التضامن الديني المشترك كون إندونيسيا هي أكبر دولة ذات أغلبية مسلمة من حيث عدد السكان كما أن أفغانستان دولة ذات أغلبية مسلمة.
أعربت إندونيسيا عن التزامها بدعم ومساعدة لإعادة بناء أفغانستان ما بعد طالبان في مختلف القطاعات،بما في ذلك التدريب الفني والبنية التحتية وتمكين المرأة ودعم الجامعات وتدريب الدبلوماسيين.

## مقارنة بين البلدين
هذه مقارنة عامة ومرجعية للدولتين:
| وجه المقارنة                                              | أفغانستان                    | إندونيسيا         |
| --------------------------------------------------------- | ---------------------------- | ----------------- |
| المساحة (كم2)                                             | 652.23 ألف                   | 1.90 مليون        |
| عدد السكان (نسمة)                                         | 34.94 مليون                  | 263.99 مليون      |
| الكثافة السكانية (ن./كم²)                                 | 53.57                        | 138.94            |
| العاصمة                                                   | كابل                         | جاكرتا            |
| اللغة الرسمية                                             | اللغة البشتوية، اللغة الدرية | اللغة الإندونيسية |
| العملة                                                    | أفغاني                       | روبية إندونيسية   |
| الناتج المحلي الإجمالي (بليون دولار)                      | 20.82 مليار                  | 1.02 تريليون      |
| الناتج المحلي الإجمالي (تعادل القوة الشرائية) بليون دولار | 62.62 مليار                  | 2.85 تريليون      |
| الناتج المحلي الإجمالي الاسمي للفرد دولار أمريكي          | 594                          | 3.35 ألف          |
| الناتج المحلي الإجمالي للفرد دولار أمريكي                 | 1.93 ألف                     | 10.52 ألف         |
| مؤشر التنمية البشرية                                      | 0.479                        | 0.684             |
| رمز المكالمات الدولي                                      | +93                          | +62               |
| رمز الإنترنت                                              | .af                          | .id               |
| المنطقة الزمنية                                           | ت ع م+04:30                  |                   |

## منظمات دولية مشتركة
يشترك البلدان في عضوية مجموعة من المنظمات الدولية، منها:
| علم المنظمة | اسم المنظمة                               | تاريخ انضمام أفغانستان | تاريخ انضمام إندونيسيا |
| ----------- | ----------------------------------------- | ---------------------- | ---------------------- |
|             | بنك التنمية الآسيوي                       | 1966                   | 1966                   |
|             | مؤسسة التنمية الدولية                     | 2 فبراير 1961          | 20 أغسطس 1968          |
|             | يونسكو                                    | 4 مايو 1948            | 27 مايو 1950           |
|             | وكالة ضمان الاستثمار متعدد الأطراف        | 16 يونيو 2003          | 12 أبريل 1988          |
|             | الأمم المتحدة                             | 19 نوفمبر 1946         | 28 سبتمبر 1950         |
|             | الاتحاد البريدي العالمي                   | ?                      | ?                      |
|             | البنك الدولي للإنشاء والتعمير             | 14 يوليو 1995          | 13 أبريل 1967          |
|             | منظمة التعاون الإسلامي                    | ?                      | ?                      |
|             | منظمة حظر الأسلحة الكيميائية              | ?                      | ?                      |
|             | مؤسسة التمويل الدولية                     | 23 سبتمبر 1957         | 23 أبريل 1968          |
|             | الاتحاد الدولي للاتصالات                  | 12 أبريل 1928          | 1949                   |
|             | المركز الدولي لتسوية المنازعات الاستشارية | 25 يوليو 1968          | 28 أكتوبر 1968         |
|             | منظمة الشرطة الجنائية الدولية             | ?                      | 5 أكتوبر 1954          |

## وصلات خارجية
- موقع وزارة الخارجية الأفغانية
- موقع وزارة الخارجية الإندونيسية